# L'era glaciale - I racconti di Scrat
L'era glaciale - I racconti di Scrat (Ice Age: Scrat Tales) è una serie animata del 2022, prodotta da 20th Century Animation e pubblicata su Disney+ il 13 aprile 2022. 
La serie è basata sulla saga de L'era glaciale ed è incentrata sul personaggio di Scrat che cerca di scegliere tra suo figlio e le ghiande ed è ambientata dopo gli eventi del quinto film.

## Trama
Scrat scopre di avere un figlio e vive gli alti e i bassi della paternità, mentre lui e l'adorabile e dispettoso Baby Scrat, alternamente uniti tra loro, combattono per il possesso della preziosa ghianda.

## Personaggi
- Scrat: Il protagonista della serie. Cerca di essere un buon padre per Baby Scrat mentre allo stesso tempo lotta per il suo amore per il figlio e per la ghianda. È doppiato da Chris Wedge.
- Baby Scrat: Il co-protagonista della serie. È il figlio illegittimo di Scrat e Scrattina. Appare molto adorabile, innocente e ingenuo ma in realtà è molto dispettoso e intelligente. Mostra di amare suo padre anche se è disposto a mettere da parte tale affetto per avere la ghianda. È doppiato da Kari Wahlgren.
- Kid Dodo: L'antagonista principale della serie. È un giovane dodo alquanto stupido e imbranato che cerca di rubare e mangiare la ghianda da Scrat e Baby Scrat, venendo ripetutamente picchiato e addirittura fatto saltare in aria nei suoi tentativi. È doppiato da Frank Welker.

## Produzione
La serie è stata annunciata durante il febbraio 2022, dopo l'uscita del film spin-off L'era glaciale - Le avventure di Buck, con la Disney che ha mostrato il poster, la sinossi della serie e la data d'uscita, fissata per il 13 aprile dello stesso anno. In seguito è stato confermato il ritorno di Chris Wedge nei panni di Scrat e l'aggiunta di Kari Wahlgren nel ruolo di Baby Scrat. Il trailer è stato mostrato il marzo dello stesso anno.